# Загнітко Василь Миколайович

Загнітко Василь Миколайович

Васи́ль Микола́йович Загні́тко (нар. 11 червня 1950, село Кацмазів, Жмеринський район, Вінницька область) — український науковець в галузі досліджень рудних родовищ, ізотопної геохімії. Доктор геолого-мінералогічних наук, професор. Академік АН ВШ України з 2008 року.

## Біографія
У 1972 році закінчив геолого-географічний факультет Одеського державного університету імені І. І. Мечникова) за спеціальністю «Геологія та пошуки родовищ нафти та газу». У 1991 році захистив докторську дисертацію «Ізотопна геохімія карбонатних порід Українського щита». У 1972—1974 роках служив в лавах радянської армії. З 1974 по 1975 роки працював інженером-геологом в Побузькій геолого-розвідувальній партії Правобережної експедиції Мінгео України. З 1975 року навчався в аспірантурі Інституту геохімії і фізики мінералів (ІГФМ) Академії наук України. З 1978 по 1988 р. працював в Інституті геохімії і фізики мінералів Академії наук України молодшим науковим співробітником, зав. лабораторії. З 1988 по 1991 навчався в докторантурі того ж інституту. З 1991 по 2006 рік — зав відділом геології та геохімії рудних родовищ ІГФМ АН України (з 1994 р. — Інститут геохімії, мінералогії та рудоутворення імені М. П. Семененка НАН України). В КНУ імені Тараса Шевченка працює з вересня 2005 року професором, з 2006 року — на постійній основі.

## Науковий доробок
Наукові інтереси: геологія родовищ корисних копалин, регіональна геологія, технології розробки родовищ корисних копалин.
Автор понад 200 наукових робіт; співавтор монографії «Изотопная геохимия карбонатних и железисто-кремнистых пород УЩ» (1988); співавтор підручника «Горючі корисні копалини України» (2009 р.).
Під його керівництвом захищено 2 кандидатських і 1 докторська дисертації.
Проводив дослідження рудних об'єктів Українського щита, ізотопного складу та віку різних порід України.
З 2010 року — член Президії АН ВШ України та академік-секретар відділення наук про Землю АН ВШ України.